# Miejska Biblioteka Publiczna im. Adama Próchnika w Piotrkowie Trybunalskim
Miejska Biblioteka Publiczna im. Adama Próchnika w Piotrkowie Trybunalskim – działająca od 1923 roku w Piotrkowie Trybunalskim biblioteka publiczna, udostępniająca swoje zbiory mieszkańcom Piotrkowa Trybunalskiego. Od 14 czerwca 2019 mieści się przy ul. Marii Curie-Skłodowskiej 3, w budynku Mediateki 800-lecia w Piotrkowie Trybunalskim.

## W liczbach
| Rodzaj             | Liczba       | Wartość         |
| ------------------ | ------------ | --------------- |
| książki            | 291 899 wol. | 1 398 491,85 zł |
| roczniki czasopism | 6965 rocz.   | 106 421,41 zł   |
| zbiory specjalne   | 25 608 jedn. | 55 955,26 zł    |
| razem              | 324 472 egz. | 1 560 868,52 zł |
| Czytelnictwo       |              |                 |
| czytelników (2005) | 20 855       | 20 855          |
| odwiedzin (2005)   | 157 422      | 157 422         |
| wypożyczeń (2005)  | 387 013      | 387 013         |

## Historia
- 1 maja 1923 – otwarcie Miejskiej Biblioteki Publicznej (dzięki staraniom Adama Próchnika) z siedzibą w Magistracie przy ul. Słowackiego 13. Zbiory Biblioteki liczyły 3300 tomów.
- 1926 – Biblioteka została przeniesiona do lokalu przy ul. Sienkiewicza 1
- 1927 – Otwarto Miejską Czytelnię Publiczną. Prenumerowano 99 tytułów czasopism.
- 1932 – Wprowadzono opłaty abonamentowe za korzystanie z wypożyczalni. Obowiązywały one do zamknięcia Biblioteki w roku 1939.
- 1939 – Wraz z wybuchem II wojny światowej działalność biblioteki zostaje zahamowana. Jej księgozbiór liczył 11.833 egz. Prenumerowano 20 tytułów czasopism.
- 15 października 1940 – Na wniosek prezydenta Stefana Fiszera, starosta niemiecki zezwolił na uruchomienie biblioteki. Kierownikiem zostaje Domicela Rozdalska.
- 1945 – W kwietniu Biblioteka ponownie rozpoczyna działalność w lokalu przy ul. 3 Maja (później al. Bieruta). Księgozbiór liczy 8700 wol. i 400 roczników czasopism. Kierownikiem zostaje Zofia Tatkowska.
- 1947 – Biblioteka otrzymuje pomieszczenia w zabytkowej kamienicy przy ul. Farnej 8.
- 1950 – Kierownictwo Biblioteki przejmuje Alicja Kowalska, pełni ona tę funkcję do 1972 roku.
- 2 marca 1954 – rozpoczęła działalność Biblioteka Dziecięca (późniejsza nazwa Oddział dla Dzieci) Księgozbiór wydzielony z ogólnych zbiorów liczył 2000 wol. Obsługiwała 2141 czytelników, a jej księgozbiór liczył 8024 wol. Kierownikiem zostaje Helena Suchocka, pełni ona tę funkcję do 1970 roku.
- 4 listopada 1967 – Miejska Biblioteka Publiczna wraz z Biblioteką Powiatową zostały przeniesione do wyremontowanego zespołu XVIII-wiecznych synagog żydowskich. Oddział dla Dzieci otrzymuje jednopiętrowy budynek, tzw. Małą Synagogę.
- 1970 – Kierownikiem Powiatowej Biblioteki zostaje Bożena Bąkiewicz-Krukowska
- 1972 – Kierownikiem Miejskiej Biblioteki zostaje Halina Stawicka
- 1 lipca 1975 – Wojewoda Piotrkowski na bazie Biblioteki Miejskiej i Biblioteki Powiatowej powołuje Wojewódzką Bibliotekę Publiczną. Dyrektorem zostaje Bożena Bąkiewicz-Krukowska. Księgozbiór Biblioteki liczy 111.978 wol. Prenumerowanych jest 241 tytułów czasopism.
- 1980 – Powstaje Filia biblioteczna nr 1 przy ul. Belzackiej
- 1984 – Powstaje Filia biblioteczna nr 2 przy ul. Sieradzkiej
- 1988 – Wojewódzka Biblioteka Publiczna otrzymuje imię Adama Próchnika.
- 1988 – Zakończono prace konserwatorskie przy polichromii znajdującej się w Małej Synagodze.
- 1994 – Początek komputeryzacji procesów bibliotecznych.
- 1 stycznia 1996 – jako pierwsza placówka dziecięca w Polsce Oddział dla Dzieci rozpoczyna komputerową obsługę czytelników.
- 1 stycznia 1998 – Wypożyczalnia dla Dorosłych rozpoczyna komputerowe udostępnianie zbiorów.
- 1 stycznia 1999 – Po likwidacji województwa piotrkowskiego placówka staje się ponownie Miejską Biblioteką Publiczną. Księgozbiór biblioteki liczy 211.247 wol. Prenumerowanych jest 187 tytułów czasopism.
- 1 stycznia 2000 – na mocy porozumienia zawartego przez Zarząd Miasta i Starostwo Powiatowe Miejska Biblioteka Publiczna pełni również zadania powiatowe.
- 2004 – Dyrektorem Biblioteki zostaje Barbara Pol. Placówka obsługuje 22.000 czytelników, którym wypożycza na zewnątrz 390.000 książek i 36.000 osób w czytelniach, którym udostępnia na miejscu ok. 190.000 egz.
- 2019 – Przeniesienie zbiorów do nowego budynku Mediateki 800-lecia.
- 2023 – Jubileusz 100-lecia biblioteki. Biblioteka została odznaczona Srebrnym Medalem „Zasłużony Kulturze Gloria Artis”[2].